# ウォルター・フライ
ワルター・フライ（Walter Frye, 1474年没?）は、15世紀に活躍した初期ルネサンス音楽の作曲家。イングランド出身。生涯については何も知られていない。エリー大聖堂において1443年から1466年まで「先唱者ワルター "Walter Cantor" 」として記載され、1456年にロンドン教区司祭に転出した人物と同一である可能性がある。1474年にカンタベリーで遺言を残した。 
フライは作品の大半が筆写譜として大陸側で保存されていることから、研究者から生涯のほとんどをヨーロッパで過ごしたと見なされている。とはいえ作曲様式的に見ると、フライの作品はブルゴーニュ楽派の手法よりも、むしろイングランドの作曲家の手法に近い。なぜ大陸側でフライの作品が数多く現存するのかというと、15世紀イングランドの写譜は数少ない上、めったに作曲者名について触れておらず、そのため大量のフライ作品が作者不詳として伝承されてきた見込みがあるからである。イングランドで保存されてきた作品数が少ないのは、1536年から1540年までヘンリー8世によって強行された修道院破壊運動のなれの果てである。
フライ作品には、ミサ曲やモテットのような宗教曲と、バラードやロンドーのような世俗曲の両方がある。すべて声楽曲であり、代表作であるモテット《サルヴェ・レジナ》の筆写譜には、同時代の挿絵が添えられている。ロンドー《 Tout a par moy 》やバラード《 So ys emprentid 》のような世俗歌曲は、しばしばイタリアからドイツ南部からオーストリアやボヘミアにまで流布している。これらの歌曲はしばしば筆写され、編曲されたり盗作されつつ、さまざまな曲集において色々なかたちで伝承されている。
とはいえ歴史的に最も重要な作品はミサ曲である。フライのミサ曲は、アントワーヌ・ビュノワやヤコプ・オブレヒトにまで影響を及ぼしたからである。フライのミサ曲の創作様式は、当時のイギリス音楽の典型であり、三和音の響きをフル活用し、時折イソリズムを織り交ぜている。15世紀後半から16世紀初頭の音楽に特徴的な、全声部によるテクスチュアと、2声部によるパッセージの対比も見られる。ほぼ完全なかたちで現存するのは、4声のミサ曲《フロス・レガリス Missa Flos Regalis 》と、3声のミサ曲《ノビリス・エト・プルクラ（尊く麗しい） Missa Nobilis et Pulchra 》《スンメ・トリニターティ Missa Summe Trinitati 》の3曲である。